# Кіт Данн
Кіт Данн (англ. Keith Dunn; Бостон) — американський співак, автор пісень, продюсер і виконавець (губна гармоніка), представник жанрів блюз і соул. Засновник лейблу звукозапису deeTone Records.

## Біографія
Народився у Бостоні. У 12 років придбав губну гармоніку, виступав на вулицях і вечірках. Юнаком слухав радіостанцію W-I-L-D, зокрема музику Кертіса Мейфілда і Смокі Робінсона. Пізніше почав слухати музику Арчі Шеппа і Джона Колтрейна. Також купував платівки Сонні Бой Вільямсонів I і II. На початку кар'єри грав лише на акустичній гармоніці.
Після того як відвідав концерт Джуніора Веллса і Бадді Гая, організував власний гурт Blue Lightning. Гурт виконував композиції Джуніора Веллса, Джиммі Роджерса, Джеймса Коттона, Мадді Вотерса та ін. Другий гурт Данна називався the Honeydrippers.
Записувався з Біллі Бой Арнольдом, Кертісом Найтом, Джиммі Докінсом, Лі Таверсом, Ароном Бертоном, Яном Аккерманом та ін. Виступав разом з Джеймсом Коттоном, Г'юбертом Самліном, Роєм Елдріджем, Біг Волтером Гортоном, Леррі Беллом, Джиммі Роджерсом і Біг Мамою Торнтон. Регулярно гастролює з The Love Gloves і The International Blues Band, виступає в ролі запрошеного музиканта, зокрема з Біг Джеком Джонсоном.
Учасник багатьох музичних фестивалів, у тому числі Всесвітнього фестивалю губної гармоніки (Німеччина), фестивалю SPAH (США), Коньяк-блюз (Франція) і Амальського блюзового фестивалю (Швеція). Працює також як і продюсер, проводить майстер-класи з губної гармоніки. Є офіційним представником гармонік фірми Hohner (грає на моделі Marine Band 1896 Classic).
Мешкає у Роттердамі (Нідерланди).

## Дискографія
- Alone With the Blues (1998, deeTone)
- Delta Roll (2006, Juke Joint) з Lars Vegas & The Love Gloves